# Golfo de Venezuela
El golfo de Venezuela es un accidente geográfico ubicado en la parte meridional del mar Caribe, en el norte de América del Sur entre las penínsulas de Paraguaná y de La Guajira, cuyas aguas y costas pertenecen a Venezuela y Colombia. Está conectado con el lago de Maracaibo mediante un canal de navegación. Cabe destacar que se considera el archipiélago Los Monjes como la frontera imaginaria entre el mar Caribe y dicho cuerpo de agua.

## Toponimia

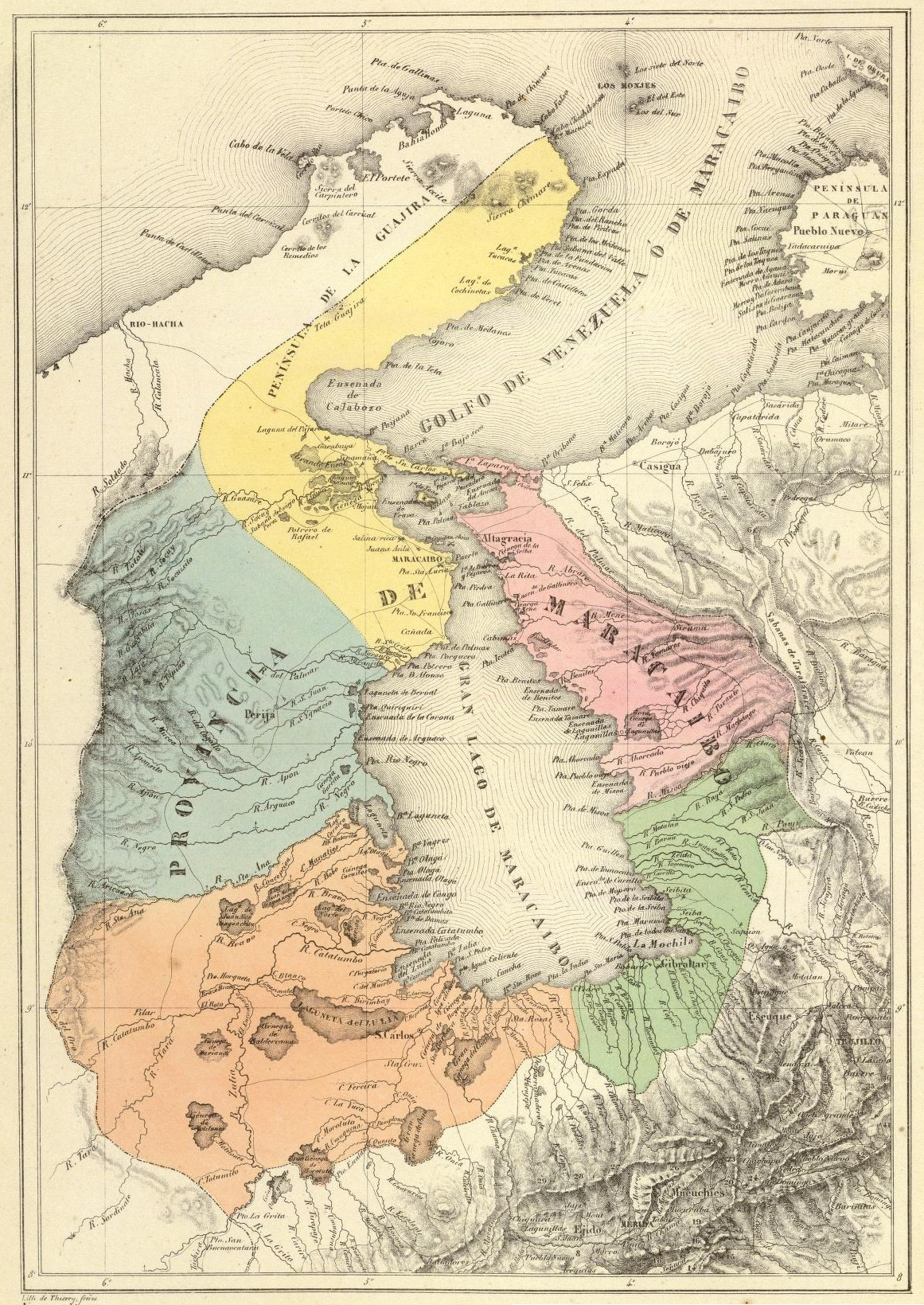
Mapa del cartógrafo italiano Agustín Codazzi donde le llama "Golfo de Venezuela o de Maracaibo" (1840).

Las primeras exploraciones por parte de los europeos se llevaron a cabo a partir de 1499, cuando una expedición comandada por Alonso de Ojeda y Juan de la Cosa, acompañados por Américo Vespucio, exploró las costas del golfo recopilando datos y dando nombres a las tierras recién descubiertas; dicha expedición llegó al golfo luego de pasar por las Antillas holandesas y la península de Paraguaná en sentido este-oeste.
El 8 de junio de 1501 los reyes españoles otorgaron una capitulación a Alonso de Ojeda para la creación de la provincia de Coquivacoa, primera en Tierra Firme, y de la cual sería nombrado cinco días más tarde gobernador. Aparentemente el nombre fue aplicado por Ojeda a la península de la Guajira, que erróneamente consideró una isla. Posteriormente el nombre se ha aplicado para designar al lago de Maracaibo en algunos documentos y mapas históricos, fue adoptado por una parroquia de la ciudad de Maracaibo y es frecuente en algunas referencias culturales propias de esta ciudad. De hecho, otro nombre con el que se han referido al golfo es con el de Maracaibo.
En 1601 el cronista español Antonio de Herrera relata muy brevemente la expedición de Alonso de Ojeda, y menciona que llegó por primera vez al Golfo de Venezuela, del cual sugiere que originalmente se llamaba Coquivacoa, sin dar mayores explicaciones. El nombre de Golfo de Venezuela prevalece en otros documentos históricos como el «Diccionario histórico Geográfico de la América Meridional» del jesuita Giandomenico Coleti, de 1771.
Otra referencia de 1829 afirma que el explorador español Alonso de Ojeda lo llamó Golfo de Venecia porque al entrar al lago de Maracaibo vio las construcciones de palafitos de los indígenas y se le asemejaron a las construcciones de Venecia en Italia. El historiador español Fray Pedro Simón, decía que el origen del nombre Venezuela venía del nombre Venecia con el que Ojeda había bautizado el golfo y que después fue utilizado para toda la nación. Pero el historiador venezolano Arístides Rojas difiere de esa opinión, según él Venezuela comenzó a usarse 30 años después del descubrimiento del golfo por parte de Ojeda; también A. Rojas llama al Golfo "de Chichivacoa". Rojas también comenta que la utilización de Venezuela comenzó con la llegada de la Compañía de los Welser y Ambrosio Alfinger en la época de la conquista. El nombre alemán Klein-Venedig (textualmente "Pequeña Venecia") aparece en mapas y documentos alemanes de esa época.

## Geología
El golfo de Venezuela es adyacente a la cuenca hidrográfica de Maracaibo. Dicha cuenca ha tenido una historia estructural en la que ha predominado la formación del continente (epirogénesis) provocada por el lento desplazamiento de la corteza terrestre en la zona y la posterior sedimentación causada por aluviones. La epirogénesis ha causado que se forme un bloque occidental relativamente estable y uno oriental decreciente y que sufre de erosiones. La combinación de procesos estructurales y sedimentarios dieron pie a que se formaran depósitos de petróleo y gas entre los períodos del Cretáceo y el Eoceno. Sin embargo, el golfo se formó entre el Mioceno y el Plioceno.
El golfo de Venezuela se encuentra sobre la placa suramericana, al norte, relativamente cerca de donde choca dicha placa con la del Caribe. Las profundidades del lago van desde los 15 a los 60 metros y en otras áreas entre 20 y 40 metros.
De acuerdo a un estudio de la Universidad Técnica de Berlín, dirigido por el profesor B. Theilen-Willige, la costa venezolana presenta riesgo de tsunami en varias zonas incluyendo el golfo de Venezuela y el lago de Maracaibo que podrían ser provocados por avalanchas y derrumbes submarinos.

## Flora y fauna
La costa nor-occidental del Golfo de Venezuela alberga al menos 15 especies de corales pétreos presentes en formaciones de parches arrecifales someros de formación geológica reciente que están asociados con otras especies de marinas, como esponjas, tortugas, equinodermos, entre otros.

## Diferendo limítrofe

Diferendo limítrofe en el golfo de Venezuela.

Prácticamente desde la disolución de la Gran Colombia ha existido un diferendo limítrofe entre Venezuela y Colombia por el desplazamiento de la línea limítrofe en territorio continental y la consecuente no delimitación de las aguas territoriales y submarinas que le corresponderían respectivamente a cada país. Cada una de las partes ha recurrido a diferentes documentos y versiones sobre la historia colonial para justificar sus respectivas pretensiones sobre la extensión marítima a delimitar.
Se considera que el golfo de Venezuela posee una gran importancia estratégica por la existencia de petróleo en el mismo como una de las razones que motivan la disputa entre las partes en tiempos modernos.

### Tesis venezolana
La tesis venezolana parte de la línea de prolongación de frontera terrestre, favorable a Venezuela respecto a la perpendicular de la costa que implica la línea media entre territorios continentales, además del establecimiento de la línea media entre la península de la Guajira y el archipiélago de los Monjes. Entre algunos comentaristas venezolanos ha surgido la tesis de la costa seca, de acuerdo con la cual la totalidad del Golfo de Venezuela sería soberanía del país homónimo y Colombia no tendría jurisdicción alguna sobre las aguas del golfo, delimitando áreas marinas y submarinas con Venezuela en base al reconocimiento de los derechos que genera para Venezuela el reconocimiento del mar territorial y plataforma continental que genera el Archipiélago de Los Monjes.

### Tesis colombiana
Colombia considera que el archipiélago de Los Monjes, como islotes deshabitados a 20 millas marinas de la costa colombiana, no constituyen plataforma continental. La tesis colombiana presenta una división de línea media entre los territorios continentales de Colombia y Venezuela, al sur del paralelo de Castilletes. Este país respeta la soberanía de Venezuela sobre el archipiélago de Los Monjes y los exluye de su reclamación del mar territorial colombiano en las aguas del golfo.

### Crisis de la corbetaCaldas

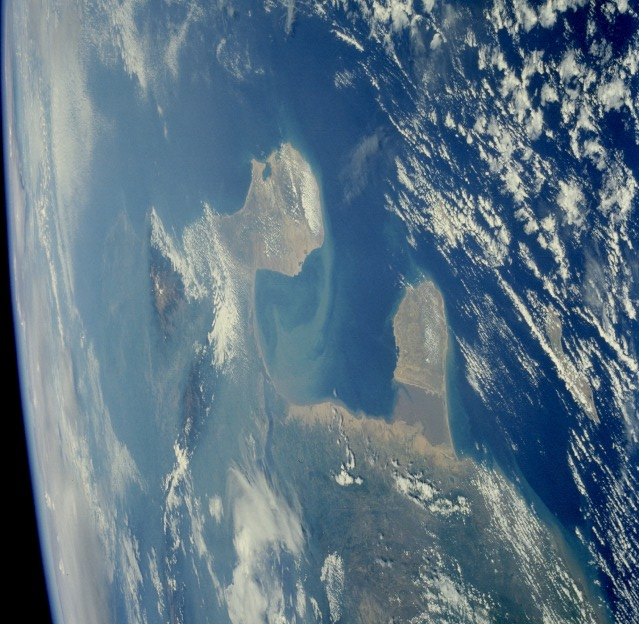
Fotografía tomada por la NASA del golfo de Venezuela y la península de la Guajira.

En la época contemporánea, el punto cúspide de tensión en la cuestión del diferendo ocurrió en agosto de 1987 cuando la corbeta colombiana Caldas navegó en aguas territoriales reclamadas por Venezuela. Esto provocó que el presidente venezolano Jaime Lusinchi ordenara una fuerte movilización de las fuerzas armadas.
En un principio la corbeta, para entonces ya acompañada de dos submarinos y un helicóptero colombiano, se rehusó a abandonar la zona y se consideraba inminente el inicio de hostilidades por parte de alguno de los dos bandos. Paralelamente se habían activado las vías diplomáticas bilaterales para tratar de impedir un desenlace bélico. Finalmente la crisis terminó cuando el presidente colombiano Virgilio Barco ordenó la retirada de la corbeta. Este suceso se conoce como la «crisis de la corbeta Caldas».
Una comisión binacional se ha venido reuniendo cada cierto tiempo para tratar los asuntos limítrofes y algunos aspectos del diferendo, sin modificar sustancialmente el statu quo.

## Conflictos bélicos
El golfo fue escenario de varios acontecimientos durante la Segunda Guerra Mundial.
En junio de 1940 el aviso francés Barfleur penetra al interior del Golfo de Venezuela persiguiendo al mercante de pabellón italiano Alabama. El Barfleur hace varios disparos sobre el Alabama y lo obliga a encallar en la Barra del Lago de Maracaibo. Días después se repite el mismo incidente con el carguero, también italiano, Dentice.
Como consecuencia del ataque a Pearl Harbor, Venezuela rompe relaciones con las potencias del Eje en diciembre de 1941. A raíz de ello, el 16 de febrero de 1942, los tanqueros venezolanos Monagas y Tía Juana son torpedeados y hundidos por submarinos del Tercer Reich en aguas del golfo, tras lo cual, el gobierno del presidente Isaías Medina Angarita, aunque sin declarar la guerra, pasa a cooperar con el esfuerzo aliado de manera más estrecha, autorizando incluso el uso temporal de bases militares venezolanas por el Ejército y la Armada de los Estados Unidos, así como garantizando el suministro de combustible a dichas fuerzas.

## Economía
El principal factor que le da importancia a estas aguas es el hecho de que sirven de enlace entre el Lago de Maracaibo y el Mar Caribe. En el lago y zonas adyacentes hay gran cantidad de reservas de petróleo crudo. El petróleo es extraído de los pozos a las refinerías y mercados del mundo a través de barcos.
El lago también contiene grandes reservas de gas natural que se mantienen como reservas estratégicas.